# Plzeňský dům
Plzeňský dům je místní dobová forma typu domu jihozápadních Čech. Vyskytuje se na Plzeňsku.

## Charakteristika
Jedná se o přízemní roubený dům převážně komorového typu (tj. světnice, síň a komora), typická je také černá kuchyně. Na rozdíl od standardního domu jihozápadních Čech má plzeňský dům bohatě členěnou lomenici (zejména v blízkém okolí Plzně), na jihovýchod od Plzně hranolový kabřinec, v jižní části oblasti spíše polovalbu, a v západní části Plzeňska pak lze ve štítu najít rohatiny. V průběhu 19. století byly původně roubené domy často obloženy kamenem nebo cihlami.
Zvláštností jsou povalové roubené klenby, dochované často u sýpek.